# جک ارچر
جک ارچر (انگلیسی: Jack Archer; ۱۰ اوت ۱۹۲۱ – ۲۹ ژوئیهٔ ۱۹۹۷) بازیگر اهل بریتانیا بود.
از فیلم‌ها یا برنامه‌های تلویزیونی که وی در آن نقش داشته‌است می‌توان به درختان بزرگ اشاره کرد.